# Camposporium laundonii
Camposporium laundonii är en svampart som beskrevs av M.B. Ellis 1976. Camposporium laundonii ingår i släktet Camposporium, divisionen sporsäcksvampar och riket svampar.   Inga underarter finns listade i Catalogue of Life.